# Roystonea oleracea
Roystonea oleracea là loài thực vật có hoa thuộc họ Arecaceae. Loài này được (Jacq.) O.F.Cook miêu tả khoa học đầu tiên năm 1901.

## Hình ảnh

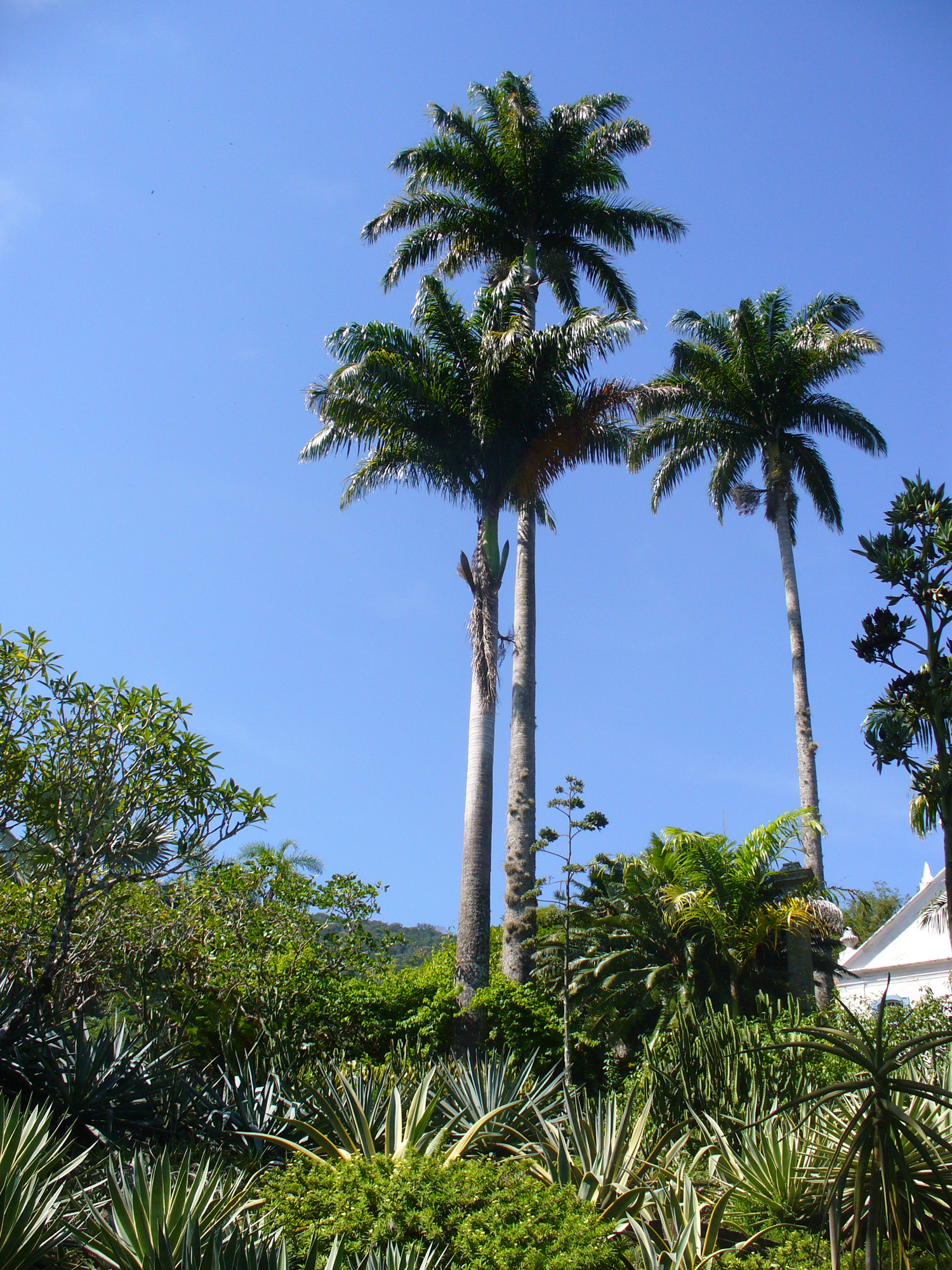
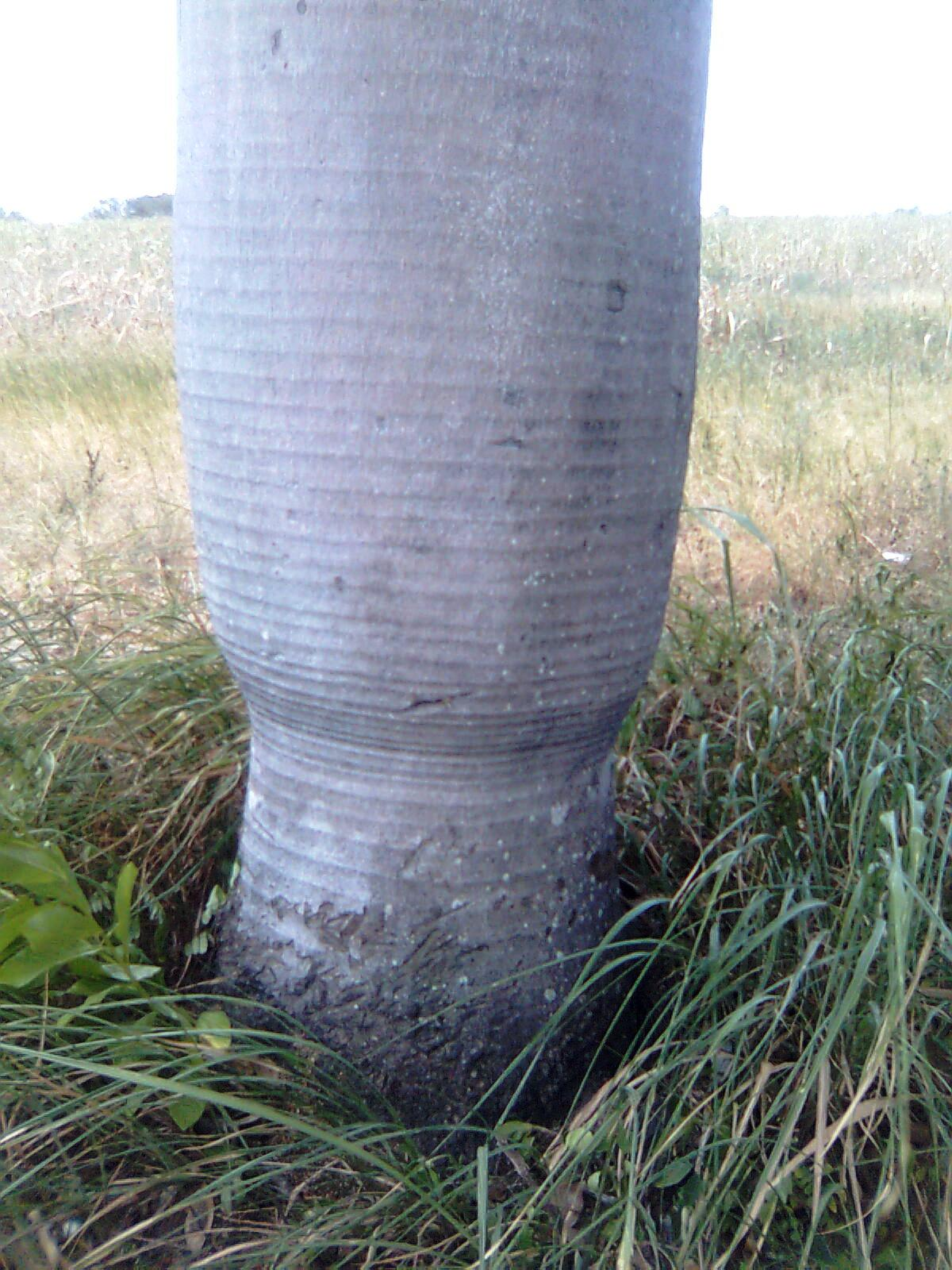
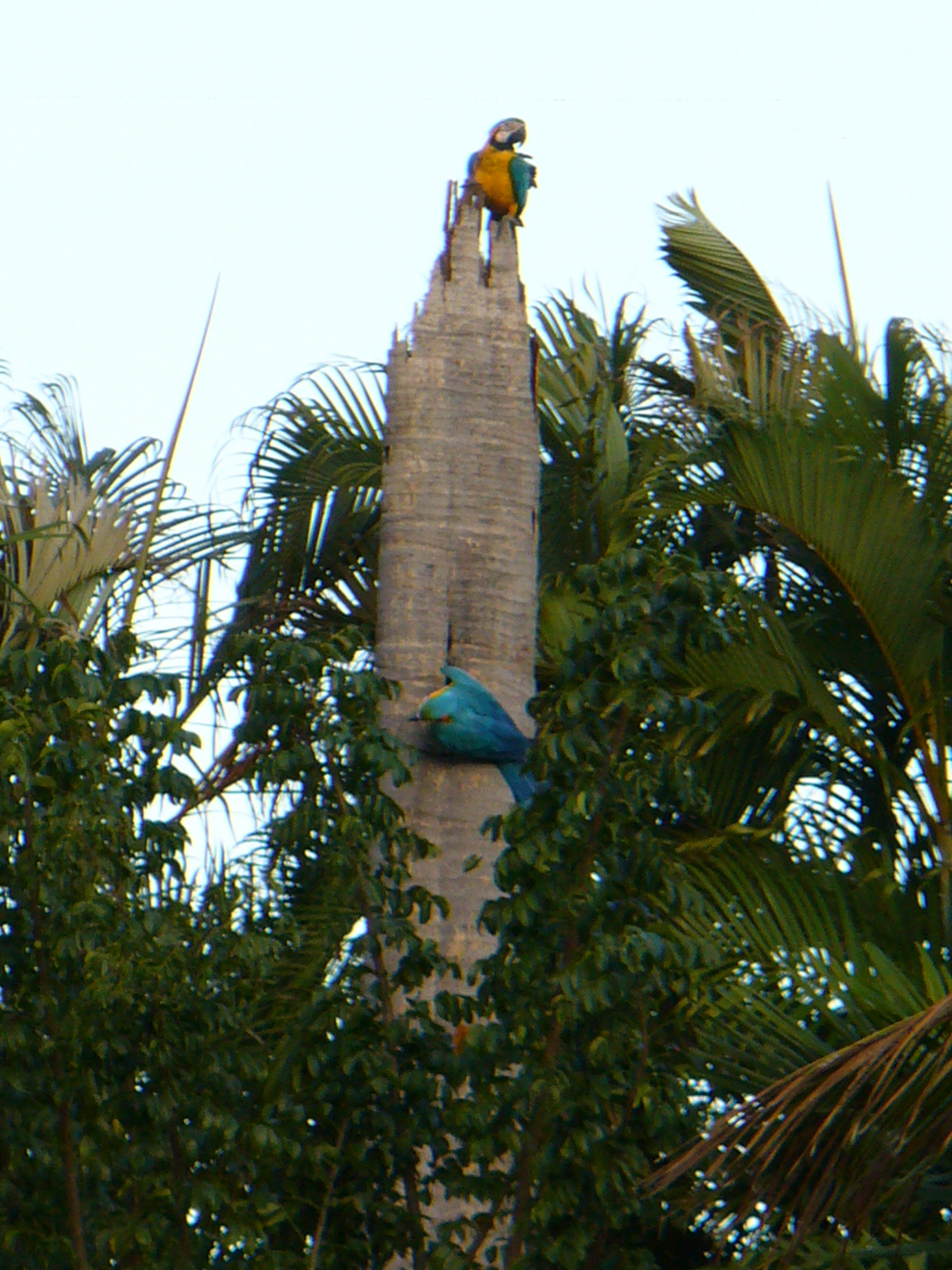
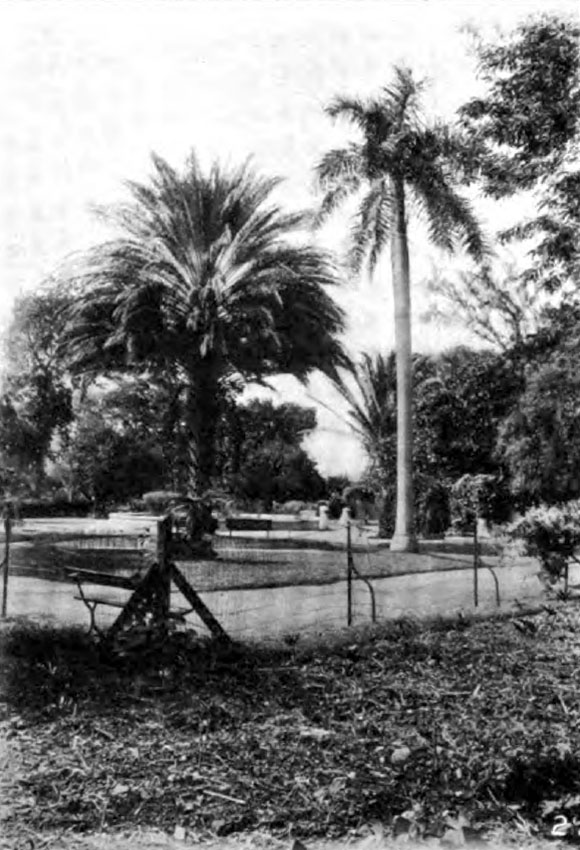